# Capannoli
Capannoli est une commune italienne de la province de Pise, dans la région Toscane, en Italie.

## Administration
| Période                                  | Période | Identité | Étiquette | Qualité |
| ---------------------------------------- | ------- | -------- | --------- | ------- |
|                                          |         |          |           |         |
| Les données manquantes sont à compléter. |         |          |           |         |

### Communes limitrophes
Lari, Palaia, Peccioli, Ponsacco, Pontedera, Terricciola.

### Villes jumelles
- (de) Argenbühl ;
- (el) Karditsa ;
- (pl) Cieszanów ;
- (fr) Uchaud.

## Monuments
La Villa Baciocchi (it) se trouve à Capannoli. Initialement appelée Villa Bourbon del Monte, elle est rachetée en 1833 par Félix Baciocchi qui la fait restaurer. Aujourd'hui, la municipalité en est propriétaire et l'intérieur des maisons est un Centre de documentation archéologique et un Musée zoologique. Le parc contient 160 espèces de plantes rares et exotiques, dont certaines vieilles de plusieurs siècles. Les espèces sont décrites par des plaquettes à proximité de leur implantation.